# シベリア大陸

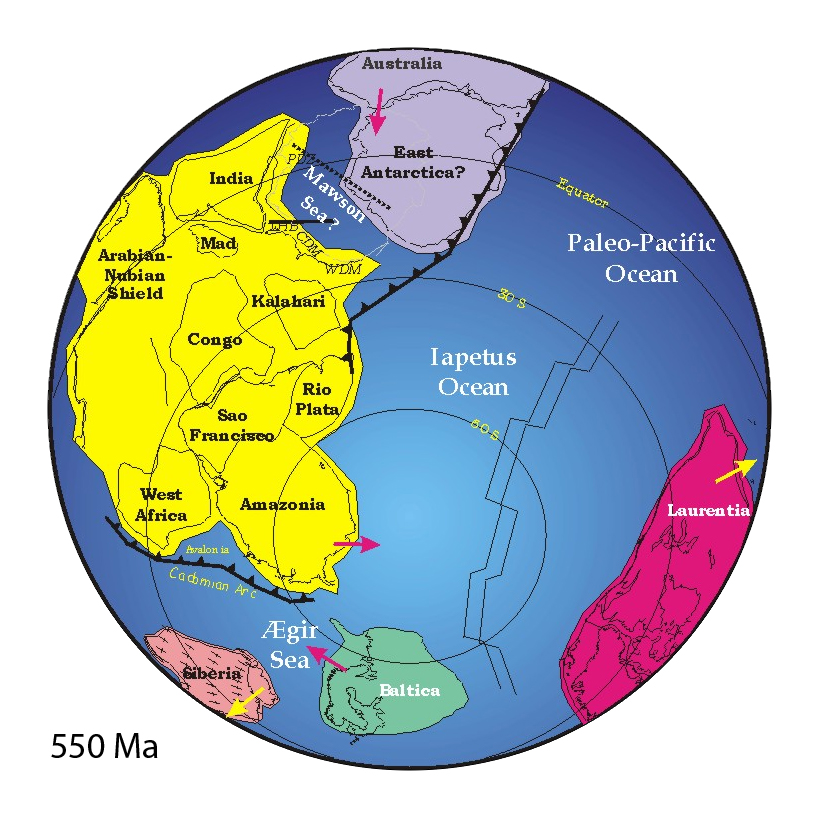
5.5億年前のシベリア（左下薄桃）、バルティカ（緑色）、ローレンシア（濃桃）

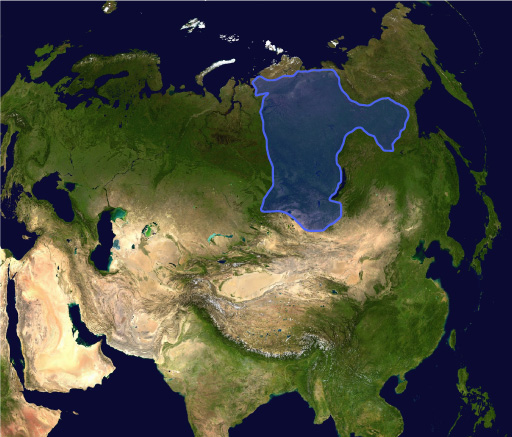
現在のシベリアのクラトン部分

シベリア大陸（シベリアたいりく）とは、現在のユーラシア大陸のうち、ロシアのシベリア地方を大陸に見立てた言葉。実際にシベリア地方の大部分は、原生代初期から地表に存在してきたクラトン（「安定陸塊」「楯状地」とも呼ばれる非常に古い陸上プレートである。クラトンが移動によって集成して大陸が形成されたとする）と考えられている。アンガラ大陸の別名があるが、この場合はゴンドワナ大陸に繁茂した植物群との対比で使われ、シベリアに加えてモンゴルから中国北部、朝鮮半島まで含まれる。地下資源が非常に多様で豊富な地域である。

## 地質時代史

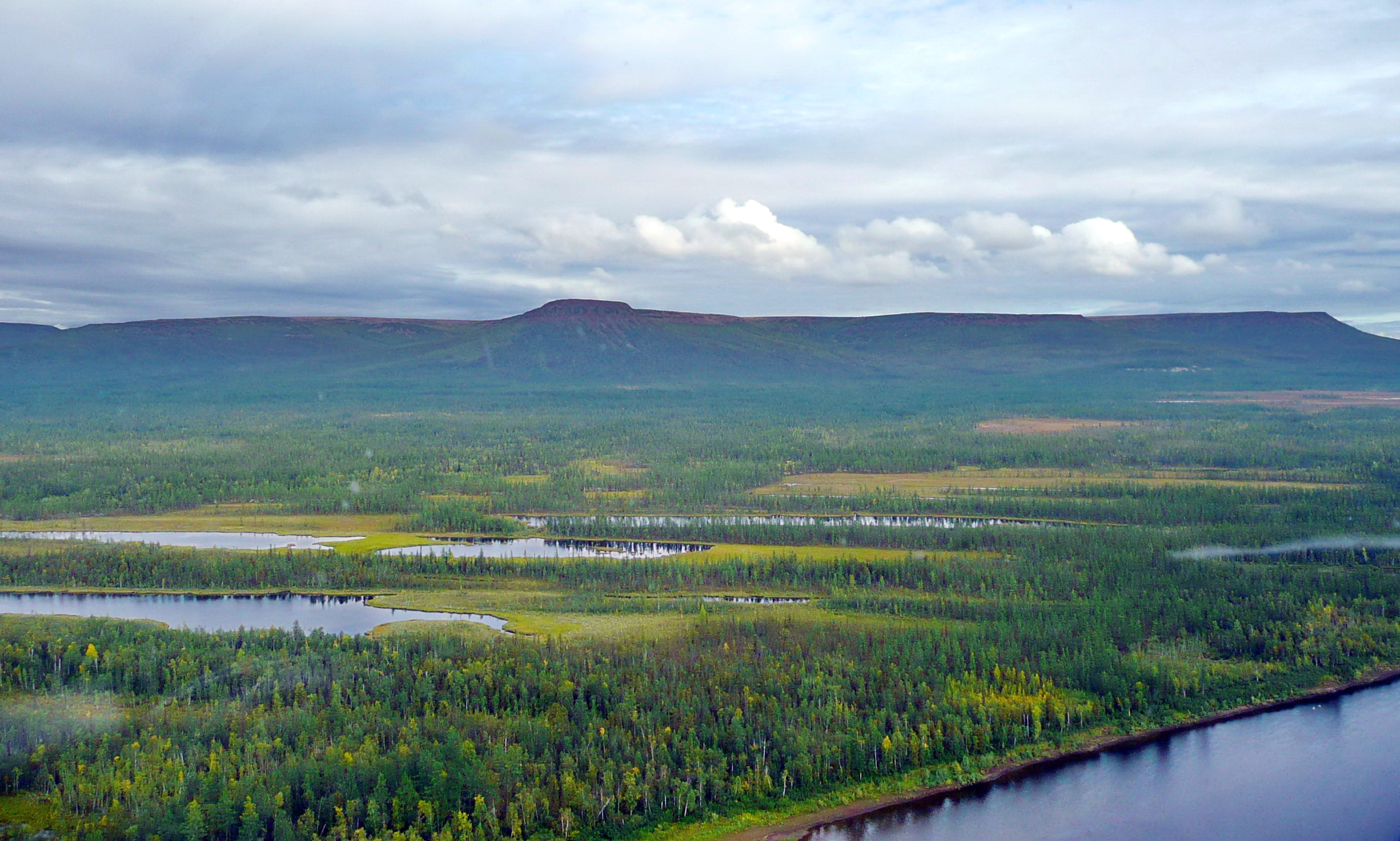
洪水玄武岩で形成されたプトラナ台地の風景

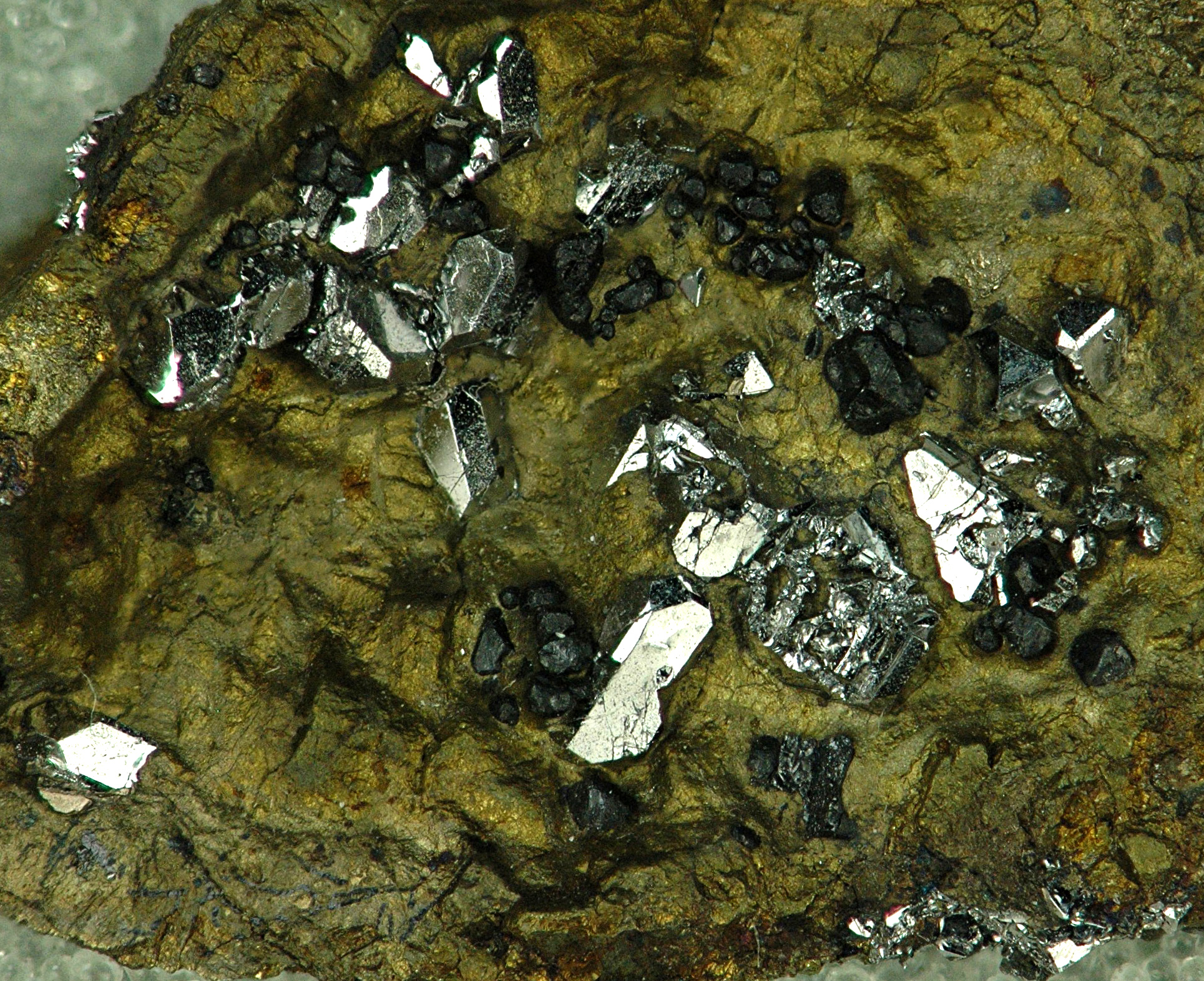
ノリリスクで産する白金（砒白金鉱）の結晶

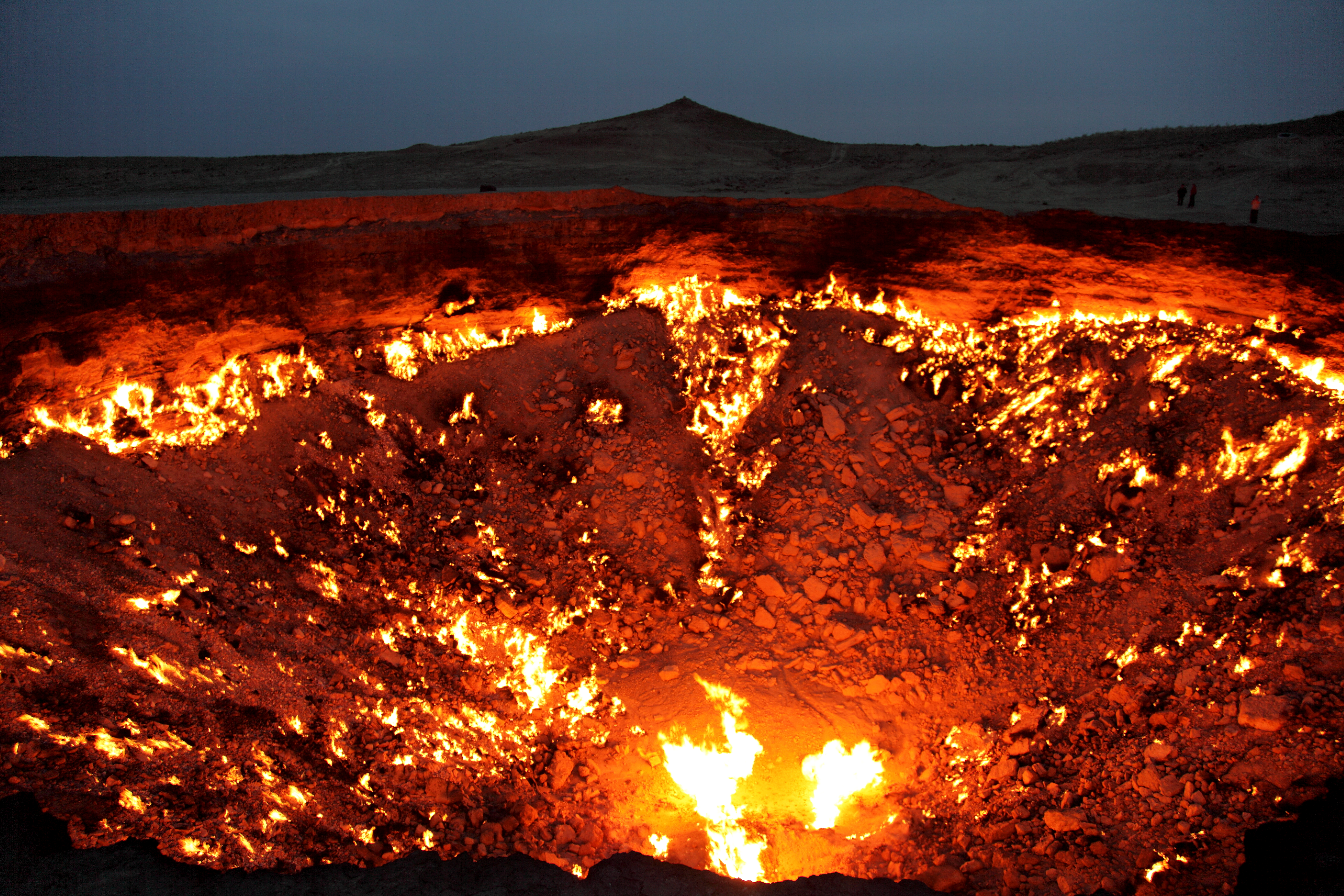
カスピ海の東側のガス田地帯にあるダルヴァザ（地獄の門）。事故以来天然ガスが50年近く燃え続けている。

- 25億年前（古原生代シデリアン）、シベリアはカナダ楯状地やグリーンランドと共に北極大陸（英語版）を構成する古いクラトンとして存在していた[1]。
- 11億年前（中原生代ステニアン）、シベリアは超大陸ロディニア大陸の一部だった[1]。
- 7.5億年前（新原生代クリオジェニアン）、ロディニア大陸が分裂して前ローレンシア大陸（英語版）と前ゴンドワナ大陸に分かれはじめた。シベリアは前ローレンシアの一部になっている。
- 6億年前（新原生代エディアカラ紀）、前ローレンシア大陸は南部超大陸パノティア大陸の一部となった。
- 5.5億年前（エディアカラ紀）、パノティアはローレンシア大陸、バルティカ大陸、シベリア大陸に分かれた。
- 古生代
  - カンブリア紀（ - 4.8億年前）まで、シベリア大陸は独立した大陸だった。
  - オルドビス紀（ - 4.5億年前）に現れた陸上植物が、デボン紀（ - 3.6億年前）までに森林を形成するまでになった。進化生物学では、南半球のゴンドワナ植物群に対比して、北半球のアンガラ植物群[注釈 1]が三畳紀にかけてこの地域で占めたとされ、後の石炭層を形成した。
  - 石炭紀（ - 3億年前）、シベリア大陸は小大陸のカザフスタニアと衝突し、アルタイ山脈を形成した。
  - ペルム紀（ - 2.51億年前）、シベリアとカザフスタニアは西からバルティカ大陸と衝突し、超大陸パンゲアが誕生した。このときの衝突でウラル山脈が形成されている。現在もこれより東側がアジア、シベリアと認識されている。
  - この時代、シベリア大陸を貫いて、マントルを起源とする溶岩である洪水玄武岩が大規模に噴出し、面積にして700万km2を覆い、体積にして400万km3の玄武岩を堆積させた。これは現在発見されている洪水玄武岩としては最大規模である。シベリア・トラップと呼ばれ、現在の中央シベリア高原の大部分にあたる。噴出によってこの地域にダイヤモンドや金、白金、パラジウムなどの貴金属がもたらされて鉱床となった。また、噴出で発生した大量の火山ガスがこの時代に起きた生物の大量絶滅の一因となったとする説があるが、噴出との関連や絶滅までの機序については未解明な部分が多く定説に至っていない。大量絶滅によって海洋を含めた地球上の生物相は大きく変化してしまい、これをP-T境界と呼び、古生代が終焉する。
- 中生代
  - ジュラ紀（ - 1.45億年前）、パンゲア超大陸が分裂してゴンドワナ大陸とローレンシア大陸の2つの大陸に分裂、広大なテチス海が形成される。
  - 大陸には南側から北東へ運動する海洋プレートのイザナギプレートが衝突しており、この境界で北東から南西へ延びる多数の断層や褶曲山脈を生じている。タンルー断層（安徽省から山東半島、遼東半島などを含む）、シホテアリン山脈、台湾島、西日本にある現在は東西に延びる中央構造線もこの時代に形成されている[2]。
  - 白亜紀（ - 6,600万年前）、ローレンシア大陸が徐々に2つに分裂し、北米大陸とユーラシア大陸が形成された。
  - 一方、この頃シベリア地域は粘土質の海底を持つテチス海の延長の浅海、もしくは内陸の浅い塩湖か淡水湖で、気候が温暖だったことから多くの生物が生息した。この時代の生物遺骸が有機物源として頁岩中に取り込まれ、または岩塩層で封じられ、現在のカスピ海沿岸から西シベリア（チュメニ油田など）、カザフスタン、トルクメニスタン、ウズベキスタン、キルギス、中国の新疆ウイグル自治区やエニセイ川流域、東シベリアにかけての広範囲に大規模なガス田や油田地帯が形成されている[3][4]。
- 新生代
  - 暁新世（ - 5,600万年前）、ゴンドワナ大陸が反時計回りに動いて分裂を開始、大西洋が南から開き始める。
  - イザナギプレートの活動は鈍化し、新しく形成された太平洋プレートの北西への運動が卓越するようになる（この影響で天皇海山列は北西向きに変わる。カムチャツカ半島には海溝に沈み込んだ海底火山が要因と見られる活火山が存在する[5]）。
  - 始新世（ - 3,390万年前）、インド亜大陸、アラビア楯状地がユーラシア大陸南部のアジア大陸へ衝突、この影響でユーラシアからアムール・プレートが分かれはじめ、アルタイ山脈の西側でバイカル湖が形成を始めている。またカフカース山脈、ザグロス山脈、パミール高原、ヒマラヤ山脈やチベット高原、横断山脈からマレー半島に至る広大な地域の造山活動が始まる（ヒマラヤ造山活動）。この北側にあったかつてのテチス海が外洋から切離された低地[注釈 2]として残され、乾燥により緩やかに陸化し、カスピ海（約550万年前 - ）やアラル海などが古代湖として残った。
  - シベリア大陸の北極海沿岸は、最終氷期ではベーリンジアと呼ばれる平原が広がり、アラスカまでつながる陸地だった。ローレンタイド氷床（英語版）からの乾燥風で氷河も発達しなかったと見られ、ここを人類が通ってアメリカ大陸へ進出したとされる。
- 現在
  - 東シベリアの一部が北極圏に入る高緯度にあり、北半球の寒極になっている。シベリア大陸の南西側を除く大半が永久凍土とその上を覆うタイガ、北部はツンドラで人間が生活するには過酷な環境となっている。
  - 近年になり資源開発が進みはじめている。タイミル半島やその東のラプテフ海沿岸や海中から新たな金・石炭・石油の鉱床が見つかっている。しかしノヴォシビルスク諸島からさらに東の東シベリア海沿岸は、駐留者の生活困難に加えて輸送（陸上、海上とも）、通信、電力といった開発に必要な基本インフラさえも整備が難しく、現在もほぼ未開発である。
  - 温暖化により積雪が増え永久凍土が凍らないために溶出と脱水が進み、地盤の不安定化と沈下（バタガイカ・クレーターなど）による施設破損、樹林の枯死、乾燥化などが深刻になっている[6]。

- 将来仮定されている予測
  - 2.5億年後、パンゲア・ウルティマ超大陸が形成され、シベリア地域は亜熱帯に置かれる。
  - 4億年後、パンゲア・ウルティマが分裂し、シベリアはユーラシアの一部へ残る。